# Pachysvastra flavofasciata
Pachysvastra flavofasciata är en biart som beskrevs av Urban 1999. Pachysvastra flavofasciata ingår i släktet Pachysvastra och familjen långtungebin. Inga underarter finns listade i Catalogue of Life.